# Igor Nyikolajevics Rogyionov
Igor Nyikolajevics Rogyionov (Kurakino, 1936. december 1. – Moszkva, 2014. december 19.) szovjet katona, orosz védelmi miniszter, politikus.

## Élete és pályafutása
Apja is katonatiszt volt. Már gyermekkorában elhatározta, hogy ő is katonatiszt lesz. Ennek ellenére zenei középiskolába is járt, nagyon szerette a zenét, az irodalmat. Iskolai évei egy részét apja katonai beosztása miatt Munkácson töltötte, később, orosz védelmi miniszterként is szimpátiával viseltetett a magyarok iránt, gyakran megfordult a moszkvai magyar nagykövetségen. 
Széles körű műveltséget szerzett, mielőtt szakmailag is felkészült és az összfegyvernemi magasabbegységek felkészítése és vezetése területén nagy gyakorlati tapasztalatokkal rendelkező katonai vezetővé vált.

### Katonai iskolái
- Frunze Harckocsizó Katonai Főiskola (Orlov, Kirovi terület)
- Malinovszkij Páncélos Akadémia (1970, aranyéremmel végez)
- Vorosilov Vezérkari Akadémia (1980, kiváló eredménnyel végez)

### Fontosabb katonai beosztásai
- 1974-1978: hadosztályparancsnok-helyettes, hadosztályparancsnok a Kárpátmelléki Katonai Körzetnél
- 1980-1983: hadtestparancsnok a Csehszlovákiában állomásozó Központi Hadseregcsoport állományában
- 1983-1985: hadseregparancsnok
- 1985-1986: hadseregparancsnok Afganisztánban
- 1986-1988: a Moszkvai Katonai Körzet parancsnokának első helyettese
- 1988-1989: a Kaukázusontúli Katonai Körzet parancsnoka
- 1989-1996: az Oroszországi Föderáció Fegyveres Erői Vezérkari Akadémiájának parancsnoka
- 1996-1997: az Oroszországi Föderáció védelmi minisztere
- 1998-tól: az Oroszországi Katonai Szakszervezetek Központi Bizottságának elnöke
- 1999-2007: két cikluson át az Állami Duma képviselője és a Népi-hazafias Párt elnöke.

Tbiliszi városparancsnokaként az szovjetunióbeli rendszerváltás során, 1989. április 9-én a városban lezajlott tüntetést felsőbb utasításra szétverette, a katonai fellépésnek 19 áldozata lett. A nemzetközi felháborodás hatására leváltották, és „parkolópályára” téve kinevezték a
Vezérkari Akadémia parancsnokává.